# Strawczyn (gmina)
Strawczyn – gmina wiejska w województwie świętokrzyskim, w powiecie kieleckim. W latach 1975–1998 gmina położona była w województwie kieleckim.
Siedziba gminy to Strawczyn. Wójtem gminy jest Karol Picheta
Według danych z 2016 roku gminę zamieszkiwało 10 567 osób. Według danych na 31 grudnia 2020 – 11 058 osób. Na 31 grudnia 2023 – 11 268 osób.

## Struktura powierzchni
Według danych z roku 2002 gmina Strawczyn ma obszar 86,26 km², w tym:
- użytki rolne: 74%
- użytki leśne: 19%

Gmina stanowi 3,84% powierzchni powiatu.

## Demografia

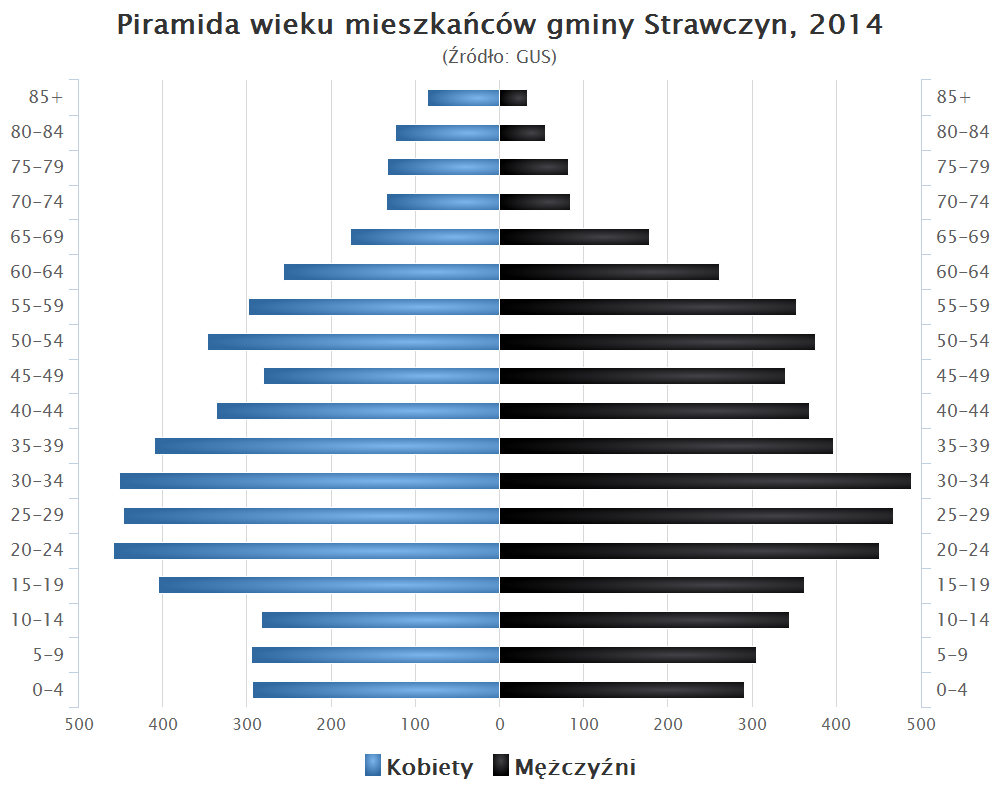
Piramida wieku mieszkańców gminy Strawczyn w 2014 roku

Dane z 2016 roku:
| Opis                              | Ogółem | Ogółem | Kobiety | Kobiety | Mężczyźni | Mężczyźni |
| --------------------------------- | ------ | ------ | ------- | ------- | --------- | --------- |
| jednostka                         | osób   | %      | osób    | %       | osób      | %         |
| populacja                         | 10 567 | 100    | 5 277   | 49,9    | 5 290     | 50,1      |
| gęstość zaludnienia (mieszk./km²) | 123    | 123    | 61,4    | 61,4    | 61,6      | 61,6      |

## Sołectwa
Wsiami sołeckimi są: Chełmce, Hucisko, Korczyn, Kuźniaki, Małogoskie, Niedźwiedź, Oblęgorek, Oblęgór, Promnik, Ruda Strawczyńska, Strawczyn, Strawczynek.
Pozostałe wsie: Akwizgran, Bugaj, Podgace, Śliwiny, Widoma i Zaskale.

## Sąsiednie gminy
Łopuszno, Miedziana Góra, Mniów, Piekoszów